# Protolampra mista
Protolampra mista là một loài bướm đêm trong họ Noctuidae.